# Matsudaira Tadayoshi

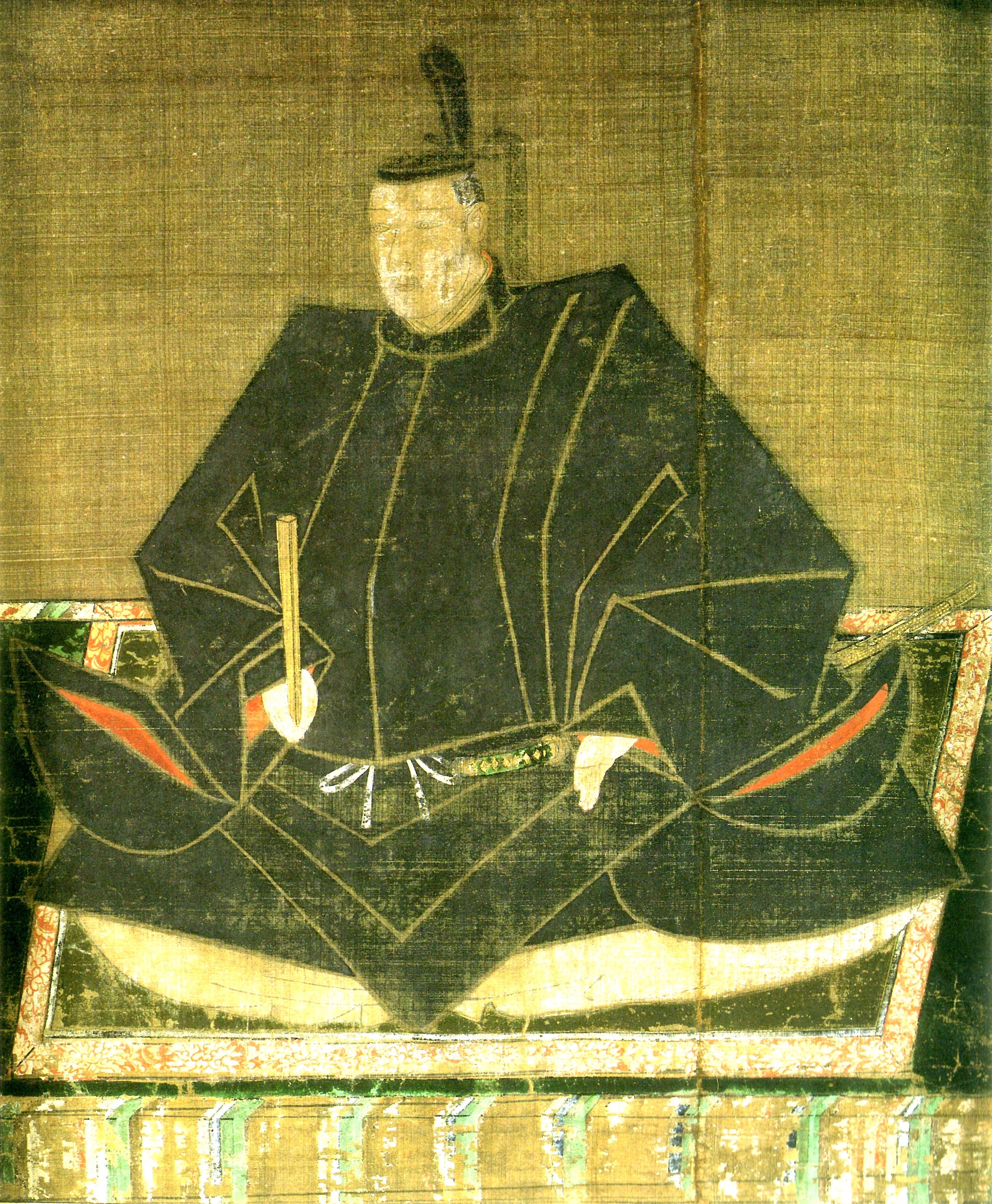
Matsudaira Tadayoshi

Matsudaira Tadayoshi (japanisch 松平 忠吉; geboren 18. Oktober 1580 in Hamamatsu (Provinz Suruga); gestorben 1. April 1607 in Edo) war ein japanischer Daimyō der frühen Edo-Zeit.

## Leben und Wirken
Matsudaira Tadayoshi war der vierte Sohn von Tokugawa Ieyasu (1543–1616). Er führte die Kindheitsnamen Otsugu (於次) und Fukumatsu (福松). Seine Titel waren „Shimotsuke no kami“ (下野守) und „Satsuma no kami“ (薩摩守). Seine Mutter war Saigō no Tsubone (西郷 局; 1552–1589), die auch die Mutter seines älteren Bruders Hidetada (1579–1632) war. Im Jahr 1581 wurde er vom bald durch Krankheit verstorbenen Matsudaira Ietada (松平 家忠; 1556–1581) adoptiert. Nach der Schlacht von Komaki und Nagakute 1584 wurde er als Geisel nach Osaka geschickt. Im Jahr 1590 wurde er Herr der Burg Oshi in der Provinz Musashi, verfügte über ein Einkommen von 100.000 Koku und konnte im folgenden Jahr von Osaka dorthin ziehen.
Als 1600 Ishida Mitsunari (1560–1600) eine Armee aufstellte, wurde Tadayoshi zum Kommandeur der Vorhut der Ostarmee ernannt, die entlang des Tōkaidō vorrückte. Er kämpfte zusammen mit seinem Schwiegervater Ii Naomasa (1561–1602) in der Schlacht von Sekigahara, wobei er, wie es heißt, verletzt wurde. Nach dem Krieg wurde er Herr der Burg Kiyosu in der Provinz Owari mit einem Einkommen von 520.000 Koku und herrschte auch über die ganze Provinz, mit Ausnahme der Bezirke Chita (知多郡) und Kaisai (海西郡) sowie eines Teils des Kreises Nakashima (中島郡). Als Vertreter Ieyasus herrschte er über das Gebiet Saigoku (西国).
Im Jahr 1605 erhielt er den kaiserlichen Junior Dritter Rang (従三位, Jusanmi) und Generalleutnant. 1606 erhielt er den Bezirk Chita, womit sich sein Einkommen um 100.000 Koku erhöhte. Mit seinem Tod erlosch seine Linie. Das Anwesen wurde von Tokugawa Yoshinao (徳川義直< 1601–1650), dem neunten Sohn von Ieyasu und Herrn der Burg Kōfu in der Provinz Kai, übernommen.